# تارون فيجاي
تارون فيجاي (بالهندية: तरुण विजय)‏ (بالإنجليزية: Tarun Vijay)‏ هو صحفي ومؤلف وسياسي هندي، ولد في 1961. حزبياً، نشط في بهاراتيا جاناتا. وقد انتخب عضو راجيا سابها ‏.